# Kirche von Klinte

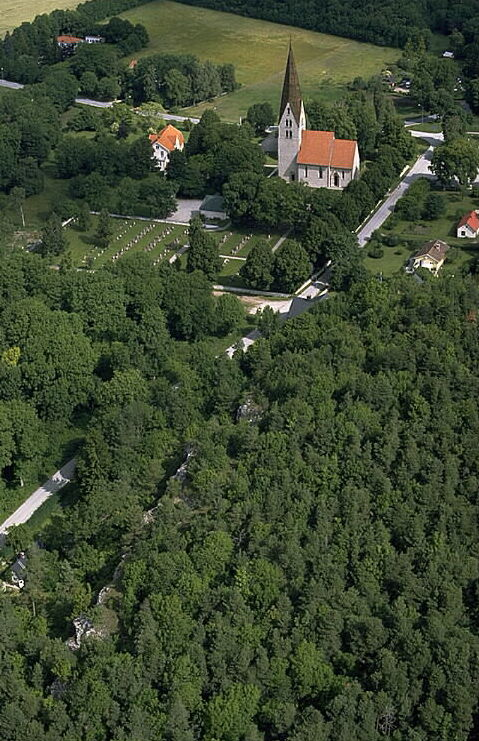
Kirche von Klinte

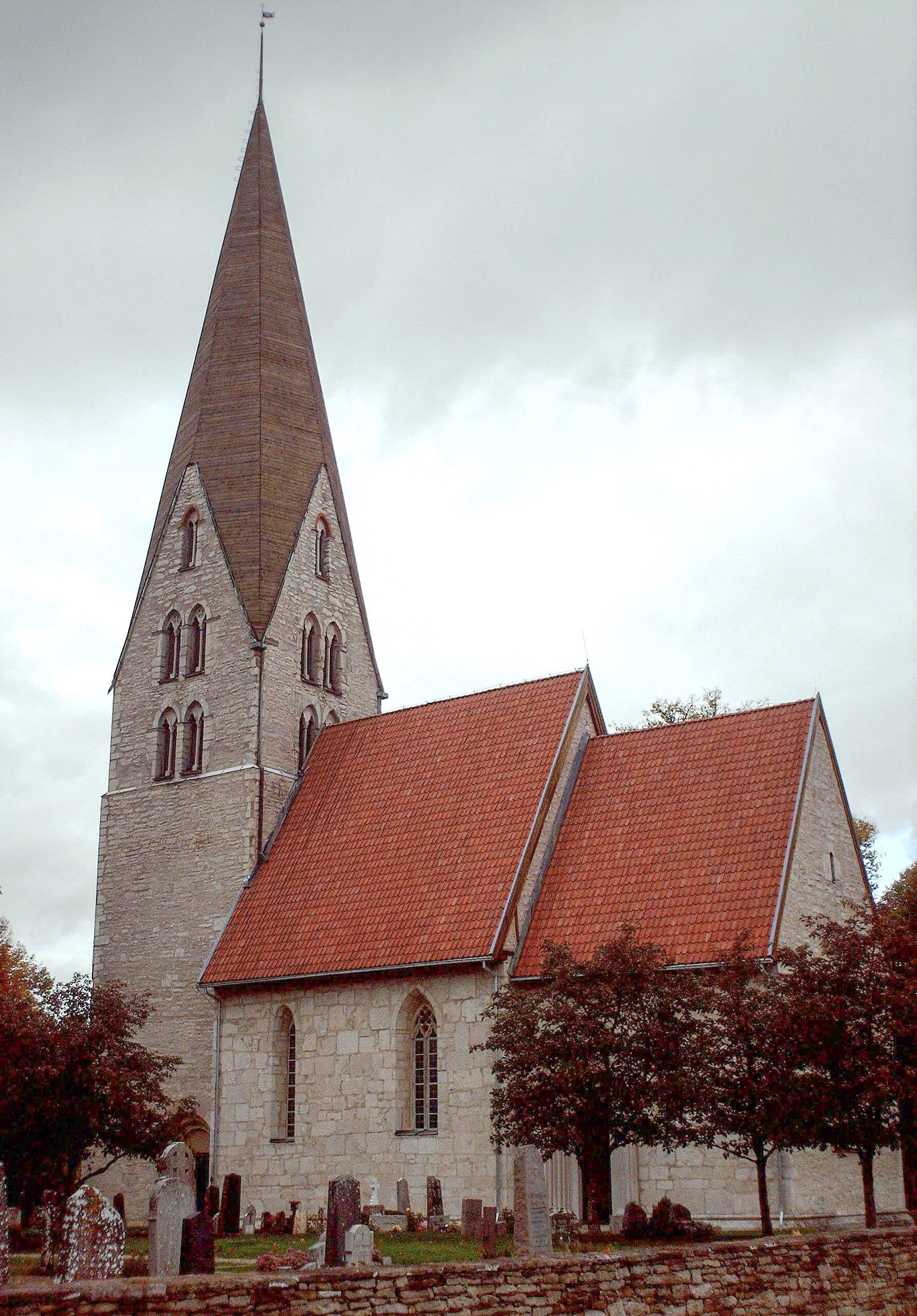
Kirche von Klinte

Die Kirche von Klinte ist eine gotische Landkirche auf der schwedischen Insel Gotland. Sie gehört zur Kirchengemeinde (schwedisch församling) Klinte im Bistum Visby.

## Lage
Die Kirche liegt an der Straße 141 von Klintehamn nach Hemse, 29 km südlich von Visby, 18 km nordwestlich von Hemse und 2 km östlich von Klintehamn in der Nähe der Westküste der Insel.

## Kirchengebäude
Die Kirche wurde im Mittelalter aus Stein gebaut und besteht aus einem einschiffigen Langhaus. Im östlichen Teil befindet sich ein schmaler, gerade abgeschlossener Chor mit einer Sakristei auf der nördlichen Seite. An der Westseite des Langhauses steht der Kirchturm, dessen unterer Teil den Rest einer romanischen Kirche bildet, die in der ersten Hälfte des 13. Jahrhunderts errichtet wurde. Um 1300 wurde das heutige Langhaus mit dem Chor und der Sakristei gebaut und gleichzeitig der Turm aufgestockt. Der hohe Turm hat gemauerte Seitengiebel und Schallöffnungen in drei Stockwerken. Er wird von einer achtkantigen Turmspitze gekrönt. Von besonderem Interesse an der Außenseite ist das spitzbogige Perspektivportal des Chores, das unter anderem mit skulptierten Kapitellbändern reich geschmückt ist. Einfachere Rundbogenportale gibt es auf der nördlichen und südlichen Seite des Turmes. Die Kirche ist im Inneren von hohen Zeltgewölben gedeckt, zwei im Langhaus und je eins im Chor und im Turmraum. Die ornamentalen Kalkmalereien des Chorgewölbes sind wahrscheinlich gleichzeitig mit der Erstellung des Gewölbes um 1300 entstanden. Im Ostfenster des Chores finden sich Reste von Glasmalereien aus derselben Zeit. Eine große Menge Ritzungen sind im Wandverputz des Turmraums zu sehen. Die Kirche wurde 1933 unter der Leitung des Architekten Erik Fant und 1976–1977 unter der Leitung des Architekten Leif Olsson restauriert.

## Ausstattung
- Ein Triumphkreuz aus dem 15. Jahrhundert ist das älteste Ausstattungsstück der Kirche.
- Der Altar ist aus Sandstein gebaut und auf 1643 datiert.
- Der Taufstein wurde 1667 von Henrik Hansson Schotte gefertigt.
- Die Kanzel und Epitaphe sind aus dem 17. Jahrhundert.
- Die Orgel wurde 1977 von Grönlunds Orgelbyggeri aus Gammelstad gebaut.